# Italo disco
Vous lisez un « bon article » labellisé en 2020.
Pour les articles homonymes, voir Italo.
Genres dérivés
house, Chicago house, techno de Détroit, italo house, italo dance, eurobeat, eurodance
Genres associés
Hi-NRG, new wave
L'Italo disco, parfois écrit Italo-disco ou abrégé en Italo, ou encore italo disco sans majuscule, est un genre musical dérivé du disco qui a émergé en Italie à la fin des années 1970. Le nom du genre est largement attribué à Bernhard Mikulski, le fondateur du label discographique ouest-allemand ZYX Music. L'appellation sert d'abord à commercialiser le style en dehors de l'Italie, avant de désigner un genre musical à part entière.
À la fin des années 1970 et au début des années 1980, il rencontre le succès dans les discothèques américaines, en particulier à Chicago et Détroit. Il se popularise significativement durant les années 1980 en Italie et dans le reste de l'Europe. Le genre atteint un pic de popularité entre 1983 et 1988 et disparaît vers 1989. Il a influencé d'autres styles de musique électronique, dont l'italo house, l'italo dance, l'eurobeat ou l'eurodance. L' italo disco connaît un renouveau au cours des années 2000, avec la publication de plusieurs compilations dédiées au genre et à travers des artistes tels que Sally Shapiro.
Il est plus électronique que le disco « classique » et se distingue par l'utilisation de synthétiseurs et de boîtes à rythmes produits en masse. L'italo disco se caractérise aussi par ses mélodies accrocheuses et facilement reconnaissables. Les chansons du genre sont généralement chantées en anglais tandis que la voix est filtrée de façon électronique. Les paroles abordent des thèmes comme l'amour, la vie nocturne, la technologie et la danse. Les artistes d'Italo disco utilisent des noms de scène à consonance anglaise, avec souvent des jeux de mots ou des inside jokes.
Vilipendé par les critiques musicaux italiens au cours des années 1980, le genre est perçu comme le résultat de l'oppression culturelle américaine sur la culture italienne. Souvent qualifié de « commercial » et de « ringard », l'italo disco a inspiré des artistes de musique électronique dans le monde entier. Des sonorités propres au genre se retrouvent ainsi chez des groupes britanniques tels qu'Erasure, New Order ou les Pet Shop Boys.

## Terminologie
La musique de danse italienne est à la base connue sous le nom de « spaghetti disco ». Ce terme apparaît en 1979 avec une reprise disco de I'm a Man, une chanson du Spencer Davis Group, interprétée par le groupe Macho et produite par Mauro Malavasi. L'appellation « spaghetti disco » est par la suite remplacée par l'expression « Italo disco »,. Le terme est parfois écrit « Italo-disco » ou abrégé « Italo »,.
Le premier usage du terme « Italo disco » est largement attribué à Bernhard Mikulski, le fondateur du label discographique ouest-allemand ZYX Music,,,,. Cette appellation sert ainsi à commercialiser le style musical en dehors de l'Italie,,. La première compilation de ZYX sort à la fin de l'année 1983. Le label sort un mix sous forme de compilation intitulé Italo Boot Mix, qui rassemble des chansons d'artistes signés sous ZYX. Il sort aussi seize volumes de doubles LP, qui portent à chaque fois la mention The Best of Italo Disco aux couleurs du drapeau italien. À partir de là, l'Italo disco devient synonyme de « dance made in Italy ».
L'Italo disco, d'abord un outil servant au classement géographique, devient un genre musical à part entière avec le succès d'artistes tels que Righeira, Baltimora ou Gazebo au cours des années 1980. Il n'est plus juste conçu en Italie, mais aussi dans d'autres pays européens tels que l'Allemagne de l'Ouest, l'Espagne ou la Suisse,. Des artistes qui ne sont pas italiens, comme l'allemand Robert Görl, le britannique Shock, le canadien Gino Soccio ou le croate Sandy Marton, ont ainsi été associés à l'Italo disco au cours de leur carrière musicale,.
Aux États-Unis, le genre est qualifié de « musique progressive » à Détroit au début des années 1980,. L'appellation vient du fait que cette musique ressemble davantage à l'Euro disco de Giorgio Moroder qu'au son symphonique de la Philadelphia soul et qu'elle est davantage basée sur des sonorités électroniques. Au cours des années 1980, l'Italo disco a souvent été commercialisé sous le nom d'Eurobeat aux États-Unis pour éviter d'utiliser le terme « disco », alors connoté négativement dans le pays.

## Histoire

### Origines et naissance (1974–1978)
Le disco fait son apparition en Italie au milieu des années 1970. L'une des premières chansons disco italienne connue est Nessuno mai, interprétée par Marcella Bella. Elle atteint la 4e place du hit-parade italien en octobre 1974. En parallèle avec la sortie du film La Fièvre du samedi soir, de plus en plus d'artistes italiens sont attirés par la musique disco et par des groupes tels que Village People ou Boney M. Des discothèques commencent à se répandre dans les grandes villes italiennes pendant les années 1970, en particulier à Milan et Rome, mais aussi en Émilie-Romagne.
Le disco connaît un succès mondial aux alentours des années 1977 et 1978. Dans le même temps, une nouvelle génération de producteurs et de musiciens italiens, pour la plupart issus du milieu classique ou associés au rock progressif, commencent à composer des chansons orientées dance qui connaissent un succès international. Alan Sorrenti et Celso Valli, deux musiciens qui évoluaient jusqu'alors dans le rock progressif, se reconvertissent dans le disco,. Sorrenti devient populaire grâce à une chanson de disco intitulée Figli delle stelle, qui se retrouve classée no 1 en Italie en avril 1978. À la fin des années 1970, plusieurs artistes italiens tels que Barbados Climax, D. D. Sound et Gepy & Gepy deviennent connus grâce à des tubes comme California USA, Disco Bass et Body to Body. D'autres artistes, dont Giorgio Moroder et Umberto Tozzi, s'inscrivent plus durablement dans l'ère disco et en deviennent des représentants notables. Des versions disco d'anciens tubes italiens font également leur apparition, parmi lesquelles Disco Quando de Tony Renis, sorti en 1978.

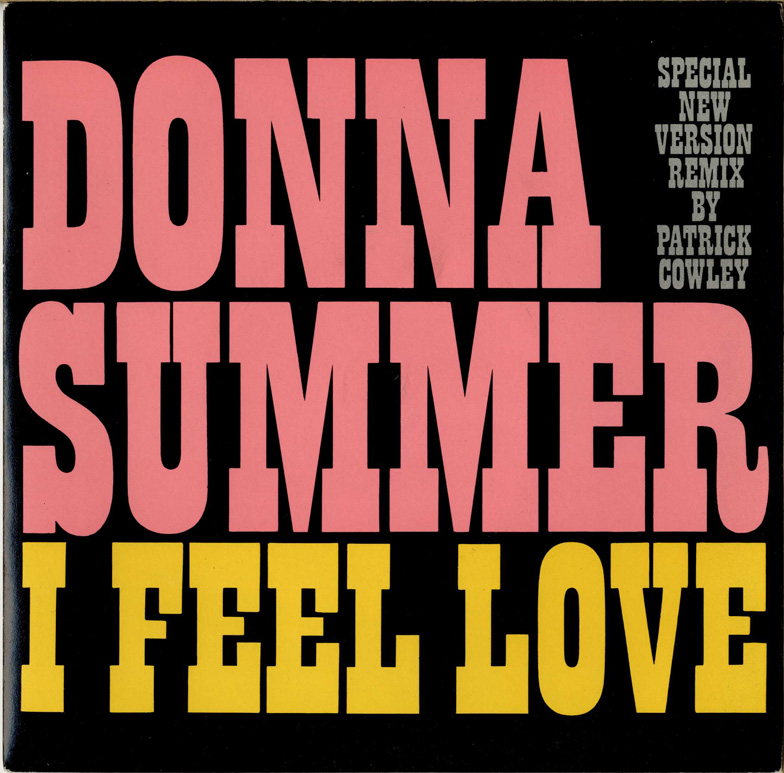
I Feel Love de Donna Summer est décrit comme une influence majeure de l'Italo disco.

La base de l'Italo disco commence à se dessiner à partir du milieu des années 1970, lorsque le musicien et producteur italien Giorgio Moroder décide d'abandonner toute forme d'instrumentation traditionnelle au profit de nouvelles formes de musiques électroniques. Connu à ce moment-là pour les musiques de film qu'il compose à l'aide de synthétiseurs, vocodeurs et boîtes à rythmes, il est l'une des premières personnes au monde à posséder un Moog III. Le synthétiseur, dont les premiers exemplaires sont vendus à 10 000 dollars, lui permet de créer de nouveaux sons, qu'il incorpore rapidement dans sa musique. Il compose dès 1972 Son of My Father, qui atteint la 46e place du Bilbloard Hot 100 américain cette année-ci,. En 1975, lui et son collègue Pete Bellotte utilisent des instruments électroniques pour composer les 17 minutes de Love to Love You Baby, interprété par la chanteuse américaine Donna Summer.
Une autre collaboration entre Giorgio Moroder et Donna Summer datant de 1977, I Feel Love, marque un tournant dans l'ère disco : il s'agit du premier tube musical à être enregistré avec une piste d'accompagnement entièrement synthétique. Le titre représente alors une influence majeure pour plusieurs genres musicaux à venir, dont l'Italo disco,,. Moroder sort la même année From Here to Eternity, un album entièrement électronique où les morceaux s'enchaînent sans interruption. Avec ses percussions électroniques, ses synthétiseurs analogiques et ses boucles de basse, certains le considère comme l'un des tout premiers disques d'Italo disco. Trois titres parus en 1978, Chase de Moroder et Spacelab et Metropolis de Kraftwerk, tirés de l'album The Man-Machine, sont crédités pour avoir défini les traits caractéristiques du genre.

### Émergence et premiers succès (1978–1983)

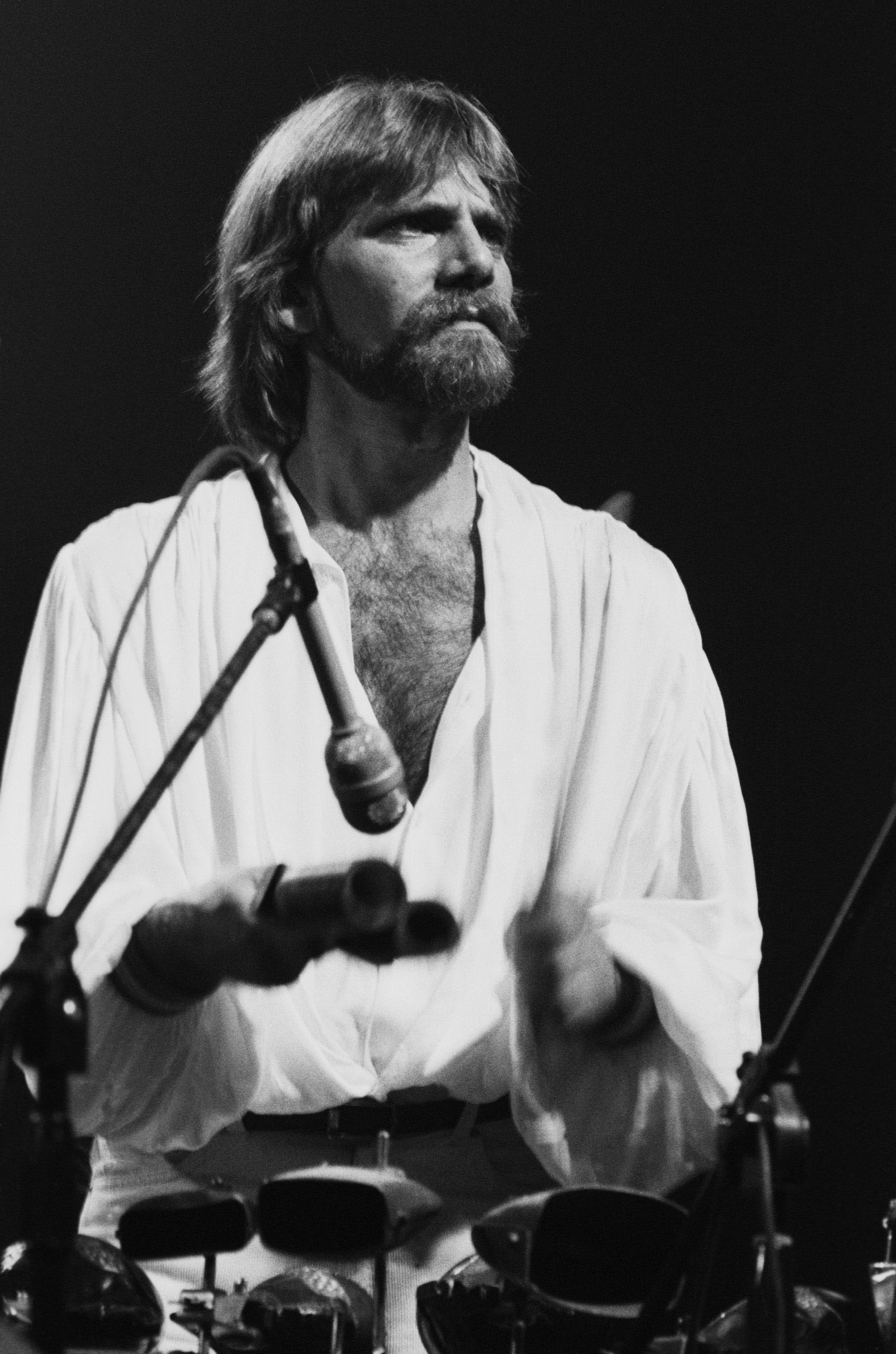
Kalimba de Luna de Tony Esposito est l'une des chansons les plus échantillonées par les artistes de house.

Avec la démocratisation des boîtes à rythmes, des synthétiseurs et de la programmation musicale, le disco se transforme peu à peu en un nouveau style, le post-disco, dont l'une des formes dérivées est l'Italo disco. L'un des premiers représentants de l'Italo disco, les frères La Bionda connaissent leur premier succès en 1978 avec One for You, One for Me, qui devient rapidement un tube international. À la fin des années 1970, les pionniers du genre se rabattent sur de la technologie à la fois bon marché et accessible, tout en expérimentant de nouveaux sons. En partie influencé par Giorgio Moroder, le producteur italien Alexander Robotnick découvre la TB-303 et l'utilise pour composer en 1983 Problèmes d'amour, qui est alors l'un des tout premiers titres à utiliser les sons caractéristiques de ce synthétiseur,. Problèmes d'amour influence par la suite l'Italo disco, mais aussi la house.
À New York, le magasin de disques Vinyl Mania de Greenwich Village est l'un des tout premiers à commercialiser des disques d'Italo disco en Amérique du Nord. À la fin des années 1970 et au début des années 1980, l'Italo disco influence grandement les musiciens de Chicago et Détroit, où il devient très populaire, ainsi que les genres musicaux issus de ces deux scènes musicales, la Chicago house et la techno de Détroit,,. L'Italie continue en effet de produire de la musique disco après 1981, alors que celui-ci n'est plus joué en boîte de nuit à partir de ce moment-là. Après la levée de restrictions commerciales aux États-Unis, qui interdisaient les imports en provenance de l'étranger, les DJs américains et leurs audiences à la recherche de sons nouveaux découvrent des disques d'Italo disco, dont certains datent déjà de quelques années. Ainsi des artistes et producteurs italiens tels qu'Alexander Robotnick, mais aussi Klein & MBO, Doctor's Cat et Claudio Simonetti, commencent à rencontrer le succès dans les boîtes de nuit américaines après la « mort du disco »,,.
Particulièrement faciles à mixer en raison de leur côté très synthétique, les disques d'Italo disco deviennent particulièrement populaires à Chicago, en très grande partie grâce aux Hot Mix 5. Ce groupe de DJs s'intéresse beaucoup à ces disques et la plupart des titres qu'ils remixent s'inscrivent dans ce genre musical. La Chicago house est alors influencée par des imports tels que Feel the Drive de Doctor's Cat. Par ailleurs, certaines des toutes premières compositions house échantillonent directement des titres d'Italo disco ; c'est le cas de MB Dance de Chip E., qui échantillone MBO Theme de Klein & MBO, ainsi que de Your Love de Jamie Principle, qui reprend la ligne de basse de Feel Good d'Electra. Kalimba de Luna de Tony Esposito (1984) est néanmoins cité comme l'un des titres les plus échantillonés par les artistes de house.
Problèmes d'amour d'Alexander Robotnick remporte un franc succès à Chicago, où il se vend à environ 12 000 exemplaires, ainsi qu'à Détroit. En 1981, Sharevari du groupe A Number of Names devient l'une des toutes premières compositions électroniques de la scène musicale de Détroit. Le titre y devient populaire et influence par la suite des grands noms de cette scène, dont Derrick May et Carl Craig. Les classements dance du magazine américain Billboard voient apparaître des singles comme It's a War du groupe italien Kano,, classé 2e en décembre 1980, derrière Celebration de Kool and the Gang. En août de la même année, leur single I'm Ready/Holly Dolly se classe à la 8e place du classement. Dirty Talk de Klein & MBO connaît à son tour le succès dans les boîtes de nuit américaines en 1982, notamment à New York et au Warehouse de Chicago, où la house est sur le point de voir le jour. Il atteint par ailleurs la 14e place des classements dance en août de cette année.
Jusqu'à la fin des années 1970, les DJs italiens sont plus fascinés par les sons venant des États-Unis que ceux de l'Italo disco. Cependant, à partir du début des années 1980, importer des disques américains en Italie devient trop cher. Les principaux importateurs sont contraints de réduire les commandes en provenance des discothèques américaines, sur lesquelles les DJs fondaient jusqu'à présent leur programmation, et se rabattent à la place sur les productions locales. Giorgio Moroder prouve aux DJs que l'Italo disco est capable d'ambiencer une salle et surtout le côté lucratif du genre,. Le début des années 1980 voit aussi l'apparition de boîtes de nuit un peu partout en Italie, notamment à Rimini et Riccione, qui deviennent des lieux privilégiés pour s'amuser et oublier des années 1970 très dures. Le son distinctif de l'Italo disco commence à se faire connaître en 1982, avec la parution de Masterpiece de Gazebo.

### Succès européen (1983–1988)

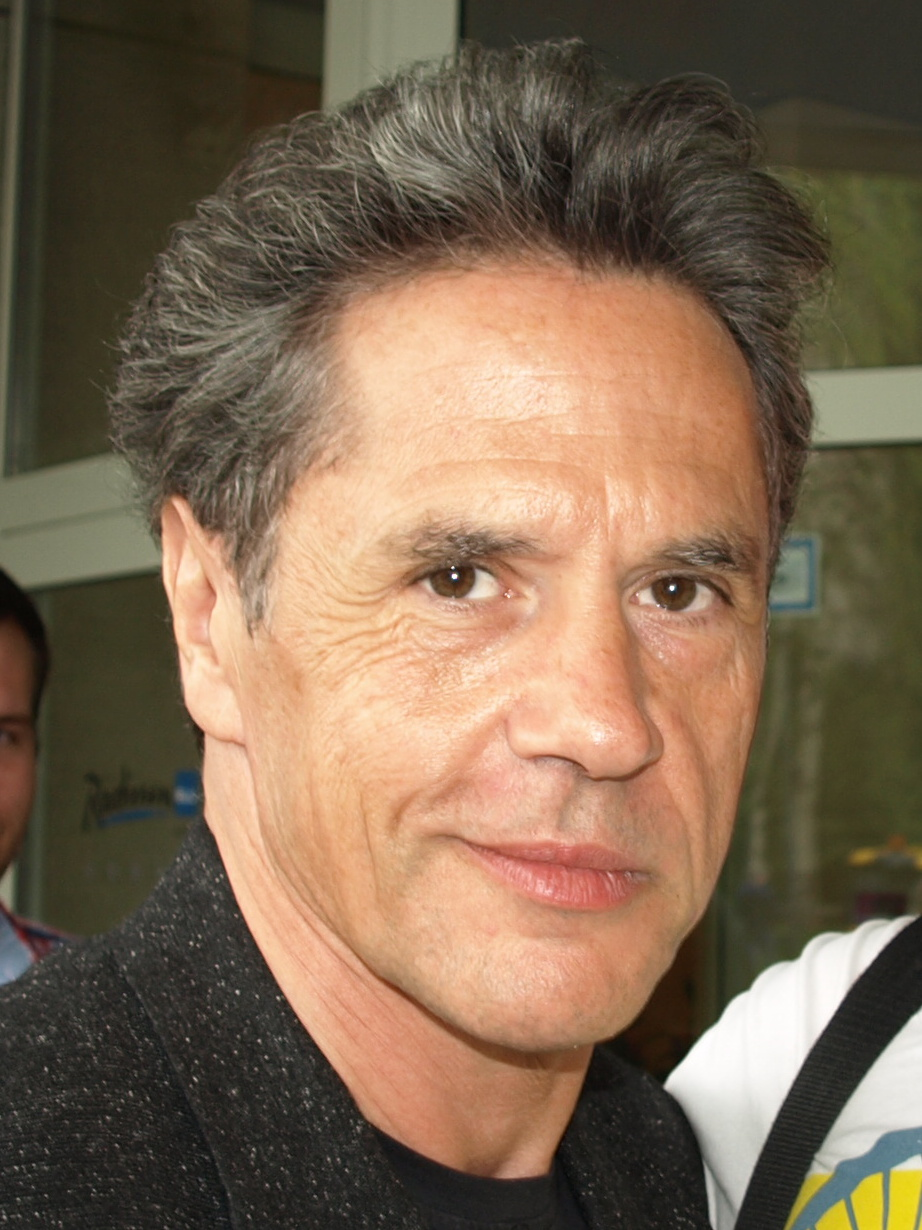
I Like Chopin de Gazebo s'est vendu à huit millions d'exemplaires à travers le monde,.

L'Italo disco connaît sa période de gloire entre 1983 et 1988,,. Des artistes tels que Savage, Tom Hooker, Silver Pozzoli, Albert One ou Ken Laszlo font leur apparition. La compilation Italo Boot Mix du label ZYX Music remporte un franc succès en Europe tandis que Hey Hey Guy de Ken Laszlo se vend dans les 100 000 exemplaires. I Like Chopin de Gazebo et Dolce Vita de Ryan Paris deviennent tous deux des tubes internationaux et connaissent le succès à travers toute l'Europe. I Like Chopin, qui se fait même connaître au Japon, est aussi l'un des deux plus gros tubes de l'été 1983 avec Vamos a la playa de Righeira. Il devient l'un des singles les plus vendus de 1983 en Italie et se vend à huit millions d'exemplaires à travers le monde,. Le titre est immédiatement repris par d'autres artistes, qui désirent eux aussi connaître le succès. L'album Gazebo et le single Lunatic connaissent eux aussi un certain succès.
C'est au milieu des années 1980 que l'Italo disco se popularise dans toute l'Europe, avec notamment Gazebo, Den Harrow, Raf et Righeira. C'est à ce moment-là que de nouveaux labels voient le jour et que naissent les premiers vidéoclips. L'Italo disco est particulièrement populaire en Allemagne de l'Ouest et Raf devient l'un des artistes italiens les plus passés dans les boîtes de nuit du pays grâce à sa chanson Self Control. Le genre rencontre également le succès en Espagne, au Portugal, en Suisse, aux Pays-Bas, en Autriche, au Danemark, en Suède et en Yougoslavie. L'Italo disco se fait même connaître en Russie, pays très fermé par rapport au reste de l'Europe,.

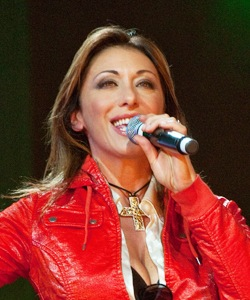
Boys et Hot Girl de Sabrina ont rencontré le succès dans toute l'Europe.

Le nombre de chansons italiennes chantées en italien diminue nettement et des labels comme Baby Records décident de promouvoir des chansons avec des paroles en anglais. Les tubes les plus représentatifs de l'Italo disco sont produits en Italie, dans des villes telles que Milan, Rimini ou Rome. À Milan, les chansons sont pressées puis distribuées par la maison de disques Discomagic. D'autres tubes proviennent des Pays-Bas, d'Allemagne de l'Ouest ou d'Autriche. En Espagne, le genre est popularisé par l'intermédiaire du label Blanco y Negro. Entre 1984 et 1988, des labels italiens tels que Discomagic ou Time publient de nombreux titres en petite quantité, créant ainsi un engouement pour le genre, où les disques sont très rapidement remplacés par d'autres productions similaires. Les disques deviennent des objets de mode et leur pochette devient le moyen le plus efficace pour attirer les clients. L'Italo disco sert aussi de moyen de promotion à des femmes souvent considérées comme sans talent artistique particulier, comme Alba Parietti, Angela Cavagna, Nadia Cassini et surtout Sabrina Salerno. Toutes ont à un moment ou un autre véhiculé l'image d'une « brunette italienne sexy, tout en courbes et aux lèvres pulpeuses » à l'étranger.
En France, le succès de l'Italo disco est représenté par Baltimora, Den Harrow, Gazebo, P. Lion et Valerie Dore,. Pino D'Angiò y vend plus de deux millions de disques. Dream de P. Lion devient le générique du Top 50 à partir de novembre 1984.
L'Italo disco rencontre très peu de succès en Amérique du Nord et au Royaume-Uni,,,,. Les chansons du genre sont en effet rarement classés dans les hit-parades britanniques ou américains. L'Italo disco est presque toujours resté un phénomène underground dans ces pays, où il n'est la plupart du temps écouté qu'en discothèque. Aux États-Unis, Tarzan Boy de Baltimora atteint de façon surprenante la 13e place du Billboard Hot 100 en mars 1986,. La chanson est classée no 1 pendant cinq semaines consécutives dans le Top 50 français et devient même populaire en Afrique du Sud. La reprise de Self Control de Raf par Laura Branigan connaît aussi le succès aux États-Unis, où le titre est classé 4e en 1984.
Au fil du temps, l'Italo disco évolue vers des sonorités plus proches de la dance-pop, comme c'est le cas pour Call Me de Spagna (1985) ou Boys de Sabrina (1987). Spagna écrit et chante sur d'autres chansons d'Italo disco au début des années 1980, avant de lancer sa propre carrière solo. Influencée par Madonna au niveau de sa tenue vestimentaire, elle lance Easy Lady, l'un des tubes les plus dansés en Italie en 1986. Easy Lady se vend à 1,5 million d'exemplaires à travers l'Europe. Call Me devient à son tour un tube européen l'année suivante, avec des ventes estimées à 1,4 million d'exemplaires en août 1987. En 1986, Den Harrow rencontre le succès avec Bad Boy, qui devient le single italien au plus gros succès européen derrière Tarzan Boy. L'année suivante, Boys de Sabrina atteint le top 10 dans presque tous les pays européens. La chanson est classée no 1 en France et atteint aussi la 3e place du hit-parade britannique, ce qui est alors un exploit pour un artiste italien. Son single suivant, Hot Girl se classe bien dans la plupart des mêmes pays.
Linda Jo Rizzo, une chanteuse américaine basée en Allemagne de l'Ouest, collabore avec le producteur Fancy et lance le single You're My First You're My Last, qui rencontre beaucoup de succès dans les boîtes de nuit européennes en 1986,. Les chansons de Linda Jo Rizzo deviennent pendant un moment synonymes d'Italo disco « made in Germany » et leur style reçoit le surnom de « son Linda Jo Rizzo ».

### Déclin (1988–1989)
L'Italo disco commence à baisser en popularité vers 1987. Le genre décline à mesure que les artistes d'Italo disco commencent à expérimenter avec des beats plus durs et les sons de la house, qui finira par supplanter le genre. À la fin des années 1980, l'Italo disco évolue vers l'Italo house, beaucoup plus rapide et aux sonorités électroniques plus marquées, avec un côté souvent plus pop. La popularité de l'Italo house et du hip-hop italien entraîne le déclin de l'Italo disco, qui disparaît vers 1989. L'Italo disco donne aussi naissance à l'Italo dance et est un précurseur de l'Eurodance des années 1990,. Le genre a influencé de nombreux artistes des années 1990, parmi lesquels 2 Unlimited, Ace of Base, Corona, Culture Beat, Dr. Alban ou Haddaway. En Italie, le genre influence les tubes de Gigi D'Agostino et d'Eiffel 65. Jusque dans les années 1993-1994, des artistes tels que Savage et Ric Fellini restent toujours actifs et continuent de sortir des chansons chez des labels tels que Time. Après le déclin de l'Italo disco en Europe, des producteurs ouest-allemands et italiens modifient le son du genre pour l'adapter au marché musical japonais. Le genre dérivé de l'Italo disco ainsi obtenu, l'Eurobeat, connaît un immense succès au Japon. Les imports de disques d'Italo disco en provenance d'Europe contribuent en partie au développement d'une danse synchronisée appelée le Para Para.

### Renouveau (depuis 2000)

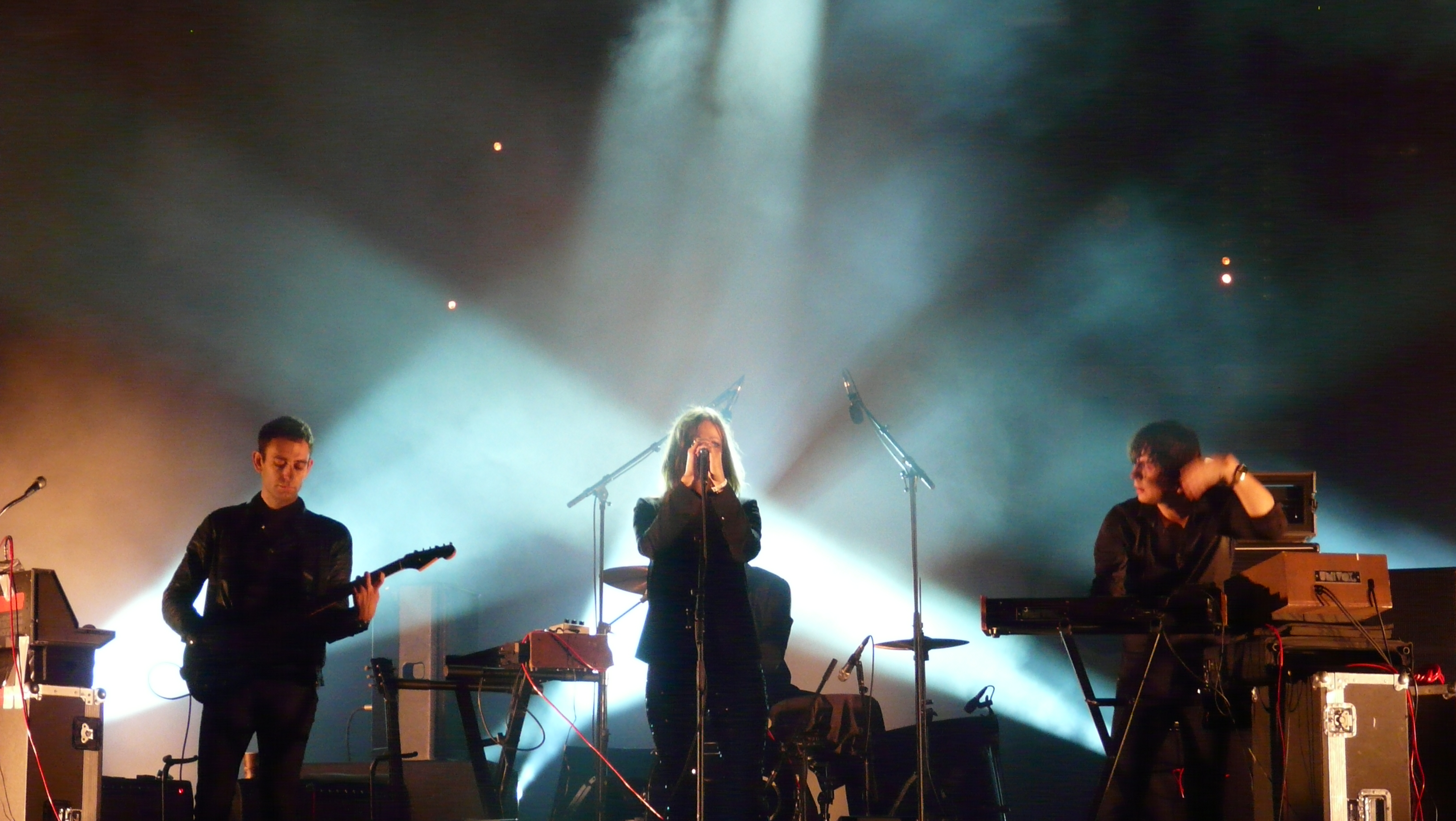
Chromatics est l'un des groupes phares du renouveau de l'Italo disco.

Au cours des années 2000, l'Italo disco et plusieurs autres genres musicaux des années 1980 sont remis au goût du jour. À mesure que les années passent, les titres d'Italo disco deviennent très appréciés des amateurs et collectionneurs des chansons du genre,. Certains maxi 45 tours provenant de l'« âge d'or » du genre s'adjugent à des prix allant jusqu'à plusieurs centaines d'euros et des blogs tels que Feel My Bicep permettent de découvrir des raretés du genre. Une série de labels tels qu'Anthology Recordings, Archeo Recordings, Archivio Fonografico Moderno et Dark Entries ont réédité des titres d'Italo disco, en proposant aussi bien des classiques du genre que des raretés.
La publication de la compilation Mixed Up in the Hague, Vol. 1 du DJ et producteur néerlandais I-F en 1999 marque le début du regain d'intérêt pour l'Italo disco,,. À la même période, le genre est également remis au goût du jour par des labels néerlandais tels que Viewlexx. En 2005, Morgan Geist publie à son tour un mix de titres d'Italo disco avec Unclassics. Plusieurs tubes d'abord parus au cours des années 1980 sont remixés, comme pour The Night de Valerie Dore en 2003. Le groupe allemand Master Blaster reprend quant à lui Hypnotic Tango de My Mine et How Old Are You de Miko Mission.
À partir du milieu des années 2000, de nombreux groupes influencés par l'Italo disco font leur apparition. Le renouveau du genre se reflète alors à travers le label Italians Do It Better, qui publie la compilation After Dark en 2007, et au niveau des scènes musicales indépendantes et de la presse musicale associée à ces scènes, comme le site Pitchfork. Toujours en 2007, Italians Do It Better publie les premiers albums de Glass Candy et de Chromatics, deux groupes originaires de Portland dans l'Oregon.
Avec Disco Romance (2006), Sally Shapiro devient l'un des chefs de file de la renaissance Italo disco et séduit un large public grâce à cet album, depuis les fans d'indie pop jusqu'aux fans de musiques électroniques. La formation, dont le nom de scène est inspiré par des projets d'Italo disco tels que Valerie Dore, se fait connaître dans la scène underground américaine,. Disco Romance est bien accueilli par la presse musicale et le monde artistique, tout comme My Guilty Pleasure en 2009. En 2008, le festival Dissonanze de Rome propose une scène dédiée à l'Italo disco, représentée par Alexander Robotnick, Chromatics et Rodion. En 2009, I Want You de Gary Low est échantilloné par Washed Out pour sa chanson Feel It All Around, elle-même popularisée par la série télévisée Portlandia. Le renouveau de l'Italo disco se poursuit au cours des années 2010, en adoptant des formes musicales plus diversifiées. L'année 2012 est marquée par la parution de plusieurs albums d'artistes d'Italians Do It Better, dont Chromatics, Glass Candy et Desire. Des sonorités propres à l'Italo disco peuvent être entendues dans la musique d'Erasure, de New Order ou des Pet Shop Boys,. Des éléments du genre se retrouve aussi dans la musique de Todd Terje, LCD Soundsystem et de Daft Punk.
En 2023, le groupe The Kolors sort un titre intitulé Italodisco, dans lequel on retrouve plusieurs références à ce genre musical.

## Caractéristiques

### Musique
Contrairement au disco « classique », l'Italo disco possède un son beaucoup plus électronique,. Il est très proche stylistiquement de la hi-NRG,, auquel il emprunte parfois des éléments, et présente des sonorités synthétiques similaires à la new wave. Selon l'ouvrage Made in Italy: Studies in Popular Music, l'Italo disco est une sorte de « transition entre les origines R&B/funky du disco et la tendance techno qui s'est développée dans la seconde moitié des années 1980 ». Il est aussi décrit comme « une forme de disco très synthétique, digne héritier des grands titres de Giorgio Moroder » ou bien comme un « chaînon manquant entre le disco américain et la new wave britannique ». Le genre est assez expérimental d'un point de vue technique, mais possède une sensibilité mélodique proche de la pop.
Le genre se caractérise par l'utilisation des premiers synthétiseurs et boîtes à rythmes produits en masse. Il en utilise une grande variété, parmi lesquels le Roland JX-8P, l'ARP Odyssey, le Juno, le Minimoog, l'Oberheim, le LinnDrum, l'Emulator II, les Yamaha DX et les Simmons. Le son des synthétiseurs peut parfois être combiné avec des instruments acoustiques et électriques. L'Italo disco est en général dominé par des mélodies accrocheuses et facilement reconnaissables, qui sont mixées et postproduites « à l'italienne », c'est-à-dire avec les parties vocales significativement mises en avant dans le mix. Certains titres du genre sont marqués par des sonorités futuristes.
L'Italo disco est reconnaissable à son rythme binaire joué à vitesse modérée et à sa signature rythmique en 4/4,. Ce rythme en 4/4 est martelé et s'accompagne d'un tempo de 120 bpm. La « levée » du rythme, qui peut être représentée par un clap,, est plus accentuée que le « beat », qui ressemble davantage à un boom. Pour chaque quart, les basses sont obstinées et déclinées sur une note différente à chaque fois. Contrairement aux productions disco dérivées de la soul de Motown et de labels similaires, les riffs de basse ont tendance à être répétitifs. Presque à chaque fois, l'Italo disco présente une grosse caisse sur les temps forts et une caisse claire et un clap sur les temps faibles.

### Voix et paroles
Le genre se caractérise aussi par l'utilisation du vocodeur. La voix est ainsi filtrée de façon électronique et suit une ligne plutôt mélodique. Couplée à la mélodie, la voix accompagne le riff de la basse en évoluant à la manière d'un instrument. La majorité des chansons d'Italo disco est chantée en anglais,,, bien qu'il soit en général approximatif. Ces chansons sont souvent marquées par un fort accent italien,. Certaines chansons du genre sont chantées en italien, comme pour Tenax (1982) et Le Louvre (1983) de Diana Est ou les chansons de Matia Bazar. Celles de Righeira, notamment Vamos a la playa et L'estate sta finendo, comportent quant à elles des passages en espagnol. Des parties rappées se retrouvent dans certaines chansons, avec par exemple Do You Wanna Dance (1984) de N.O.I.A,. Les paroles abordent des thèmes comme l'amour et la vie nocturne, mais aussi la technologie et la danse, avec de nombreuses références au Japon et aux États-Unis. Cependant, les paroles sont le plus souvent dénuées de sens et ne véhiculent pas de réél message,.

### Interprètes
Les artistes d'Italo disco utilisent des noms de scène à consonance anglaise, avec souvent des jeux de mots ou des inside jokes. Alberto Carpani a par exemple utilisé les noms de scènes Albert One (qui, prononcé à l'italienne, ressemble à Albertone, littéralement le « gros Albert ») et Jock Hattle (qui ressemble au mot italien giocattolo, « jouet »). Stefano Zandri utilise quant à lui le nom de scène Den Harrow (qui ressemble à denaro, « l'argent »). Le producteur est néanmoins celui qui joue un rôle majeur dans la conception des chansons d'Italo disco,. Il va par exemple faire appel à des chanteurs ou chanteuses pour interpréter ses compositions. Pour les représentations en direct, il choisit de jeunes hommes ou femmes au physique avantageux pour qu'ils chantent en playback. Les vraies voix sont quant à elles assurées par des chanteurs de studio, qui sont souvent des travailleurs postés. De ce fait, certaines vedettes de l'Italo disco n'ont jamais chanté une seule de leurs chansons, ou n'en ont chanté qu'une partie d'entre elles. À titre d'exemple, les chansons de Den Harrow sont interprétées par une série d'artistes qui se succèdent en studio, parmi lesquels l'Américain Tom Hooker. Le producteur Mauro Farina interprète quant à lui ses propres chansons à travers une multitude de noms de scènes, dont le projet Radiorama, où il est accompagné de la chanteuse Simona Zanini.

## Accueil critique
Au cours des années 1980, l'Italo disco est vilipendé par les critiques musicaux italiens, tandis que les médias italiens voient d'un mauvais œil les artistes qui chantent en anglais et qui visent un jeune public. La presse spécialisée, ainsi que le monde intellectuel, condamnent le genre musical, qu'ils définissent comme le résultat de l'oppression culturelle américaine, qui a effacé la culture italienne. Certains critiques comparent même l'Italo disco aux chansons légères de la période fasciste, avec comme seule différence le côté lucratif et consumériste propre à son époque.
Pour Francesca Fossati de France Culture, le genre a connu des côtés trop commerciaux et très peu de qualité musicale, tandis que certains artistes ont donné une mauvaise image de l'Italie à l'étranger, ce qui a dérangé le milieu artistique italien. Andy Beta de Pitchfork trouve que l'Italo disco est « l'un des genres les plus étonnamment ringards jamais créés » et que son « ridicule absurde continue d'inspirer des artistes de musique électronique du monde entier ». Pour Niklas Forsberg de Release Magazine, « il y a ceux qui l'adorent et ceux qui ne peuvent pas le supporter ». Andy Kellman d'AllMusic décrit l'Italo disco comme un genre « souvent funky, doucement mélodique et pour le moins exubérant (et, oui, parfois incroyablement ringard) ». Francesco Manetto du journal El País le considère comme un genre « commercial, frivole et trop populaire », dont le succès réside dans sa « grande accessibilité ».